# Charquemont
Charquemont é uma comuna francesa na região administrativa de Borgonha-Franco-Condado, no departamento de Doubs. Estende-se por uma área de 21,44 km². Em 2010 a comuna tinha 2 729 habitantes (densidade: 127,3 hab./km²).